# Zona metropolitană Bacău

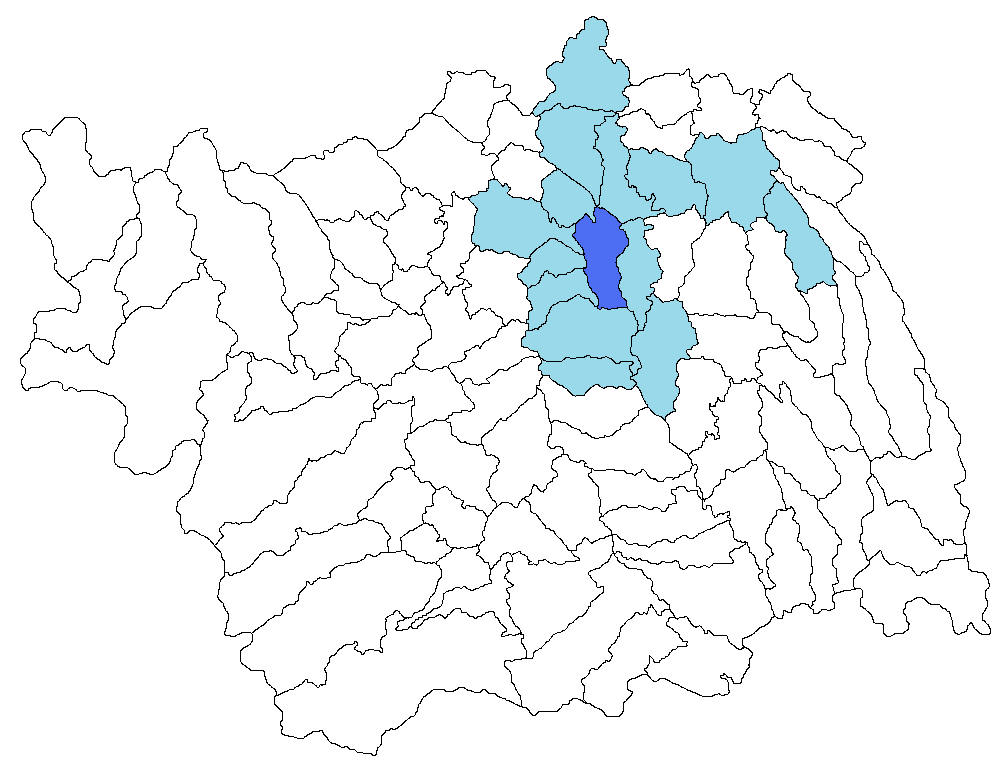
Teritoriul zonei metropolitane Bacău

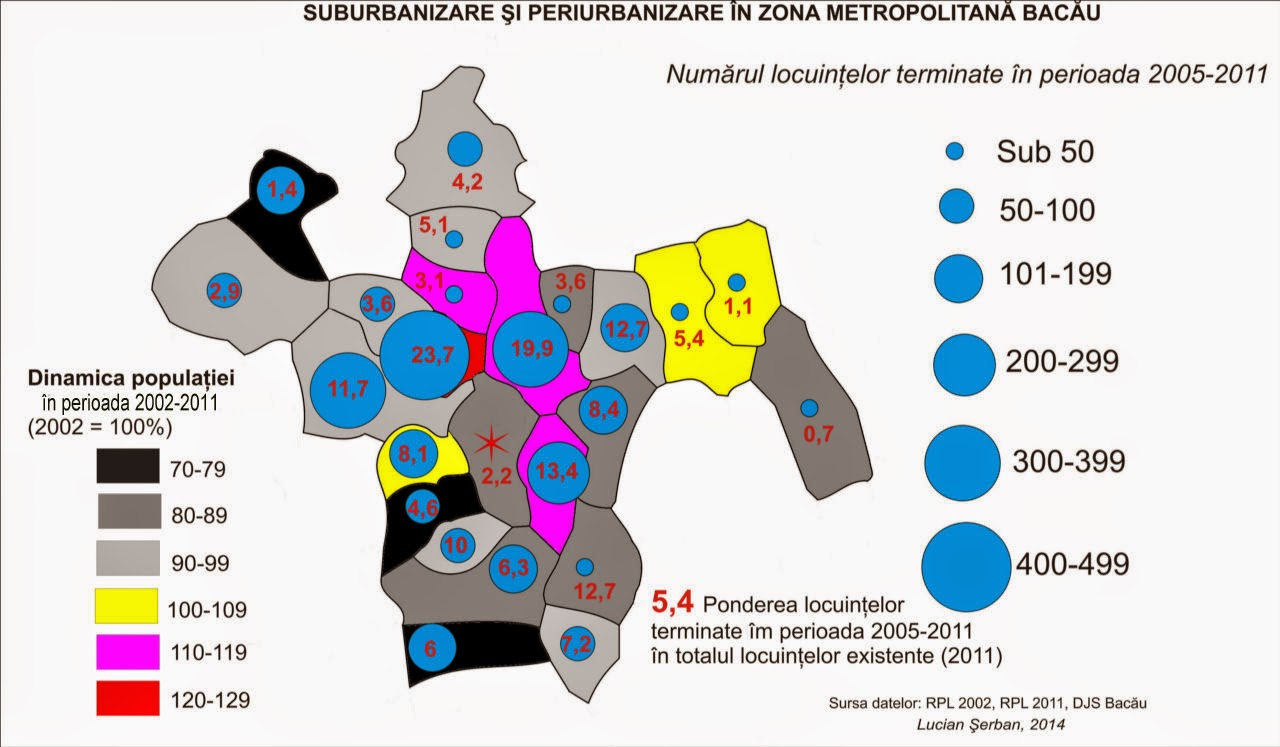

Zona Metropolitană Bacău este o zonă metropolitană, care dorește crearea unei unități administrative integrate între municipiul Bacău și comunele limitrofe Berești-Bistrița, Buhoci, Faraoani, Filipești, Gioseni, Hemeiuș, Itești, Izvoru Berheciului, Letea Veche, Luizi-Călugăra, Măgura, Mărgineni, Nicolae Bălcescu, Odobești, Prăjești, Bacău, Sărata, Săucești, Secuieni, Tamași și Traian, însumând o populație de circa 250.000 locuitori.
Municipiul reședință de județ Bacău este considerat, conform Legii 351/ 2001, ca fiind în rândul celor 11 localități urbane de rangul I, cu un număr de locuitori, la 1 ianuarie 1999, de 210.469 (conform recensământului din 2002, populația Bacăului a ajuns la 175.500 locuitori).
În vederea dezvoltării echilibrate a teritoriului din zona Capitalei României și a municipiilor de rangul I, unitățile administrativ-teritoriale de bază din aceste zone se pot asocia într-un parteneriat voluntar în scopul înființării de zone metropolitane aferente spațiului urban.
Zona Metropolitană Bacău cuprinde următoarele localități : 
1.Municipiul Bacău
2.Berești-Bistrița 
3.Buhoci
4.Faraoani
5.Filipești
6.Gioseni
7.Hemeiuș
8.Itești
9.Izvoru Berheciului
10.Letea-Veche
11.Luizi-Călugăra
12.Măgura
13.Mărgineni
14.Nicolae Bălcescu
15.Odobești
16.Prăjești
17.Sărata
18.Săucești
19.Secuieni
20.Tamași
21.Traian
Zona metropolitană Bacău 2014:
Unități administrativ-teritoriale componente (2014): 24 (25,8 % din totalul UAT-urilor existente în județul Bacău)
Număr localități: 98 (19,6% din totalul localităților)
Populația stabilă (2011): 244205 locuitori (39,6% din populația totală a județului, conform RPL 2011)
Dinamica populației între ultimele două recensăminte: -14 %
Suprafață: 1064,5 kmp (16,07% din suprafața județului)
Densitatea populației: 229,4 locuitori/kmp
Grad de urbanizare: 65%
Distanța medie dintre satele reședință de comună și municipiul Bacău: 15,7 km
Număr locuințe: 109938 (41% din fondul locativ al județului)
Număr de locuințe finalizate în perioada 2005-2011: 4477 (50,2% din totalul locuințelor finalizate la nivel de județ)